# Keld Nielsen (kuglestøder)
Keld Nielsen (født 28. juni 1946) er en dansk tidligere kuglestøder, der vandt DM-bronze og -sølv i kuglestød flere gange i slutningen af 1970'erne og havde sjællandsrekorden med 15,85 m.
Hans datter, Karen Westergaard, er gift med Joachim B. Olsen, der også har været kuglestøder og politiker, men som nu er politisk kommentator på B.T.